# Don Music
Don Music is een handpop en personage uit het kinderprogramma Sesamstraat. Hij is een componist en pianist met wilde, Beethoven-achtige haren, een grote bril en een okergele huidskleur. Hij draagt een nette bloes met stropdas.    
Clips met Don Music werden gemaakt van 1974 tot begin jaren negentig, toen zijn speler Richard Hunt overleed. Na een periode van afwezigheid is Don Music weer in het programma. Vanaf de jubileumspecial in 2019 heeft hij weer z'n intrede in het programma gemaakt. Tegenwoordig is Ryan Dillion de poppenspeler en stem. 
Zijn Nederlandse stem werd ingesproken door Paul Haenen.

## Achtergrond
Clips met Don Music begonnen over het algemeen met journalist Kermit de Kikker, die er getuige van was dat Don achter zijn piano zat en de laatste hand probeerde te leggen aan zijn nieuwe muzikale meesterwerk. Dit betrof dan een bestaande compositie waarvan één of meer woorden waren gewijzigd, waardoor de tekst geen logisch geheel meer vormde. Uiteindelijk sloeg Don radeloos met zijn hoofd op de pianotoetsen en riep dat zijn muziekstuk nooit af zou komen. Kermit kwam vervolgens met een nieuw woord dat op het gewijzigde deel van het lied rijmde. Het gewijzigde stuk vormde hierdoor een logisch geheel, dat op zijn beurt niet meer strookte de resterende originele tekst. Deze handelingen herhaalden zich tot Don een samenhangend lied had gecomponeerd waarvan de tekst iets geheel anders vertelde dan het originele. Zo werd "Mary had a little lamb" bijvoorbeeld "Mary had a bicycle".
- Originele versie

Mary had a little lamb, little lamb, little lamb,
Mary had a little lamb, whose fleece was white as snow.
And everywhere that Mary went, Mary went, Mary went,
and everywhere that Mary went, the lamb was sure to go.
- Uiteindelijke versie

Mary had a bicycle, bicycle, bicycle,
Mary had a bicycle, it was painted red as fire.
And whenever Mary wanted to ride, wanted to ride, wanted to ride,
and whenever Mary wanted to ride, the bicycle had a flat tire.
In de Nederlandse versie veranderde het van "Miesje had een lief klein lam" in "Miesje had een rode fiets".
Wanneer Don zijn nieuwe muziekstuk had gecompleteerd, kondigde Kermit het aan en kwam er uit het niets een groep zangers die het samen met Don ten gehore brachten. 